# Willem de Lamargelle
Willem de Lamargelle, ook genoemd de la Margelle (ca 1590 - na 1651) was een Zuid-Nederlands bestuurder.
De Lamargelle was een edelman, wiens adeldom verbonden was aan de plaats Kettenhofen, waarvan hij bannerheer was. Daarnaast vervulde hij de functie van hoogschout van de stad Mechelen. Mogelijk was hij ook heer van Eijsden, en gehuwd met Anna Huyn van Geleen, dochter van Arnold II Huyn van Geleen.
In 1649 kocht hij de heerlijkheid Deurne van zijn schoonzoon Johan François Godefrois Huyn van Geleen, doch Willem had vermoedelijk nauwelijks enige binding met deze plaats. Hij verkocht de heerlijkheid en het bijbehorende Groot Kasteel daarom in 1651 aan de niet-verwante Rogier van Leefdael, die er in 1653 mee beleend werd. Daarmee kwam na 132 jaar een einde aan de eigendom van nazaten van Everard van Doerne, die de heerlijkheid had verworven.

## Trivia
- Na de verkoop in 1651 aan Rogier van Leefdael ontstond voor de eerste en laatste maal de situatie, dat nog 3 eerder heren en vrouwen van Deurne in leven waren. Het betreft Margreta van Wittenhorst (overleden in 1654), haar zoon Johan Huyn van Geleen (overleden in 1653) en diens schoonvader Willem de Lamargelle.